# Tauala lepidus
Espèce
Tauala lepidus est une espèce d'araignées aranéomorphes de la famille des Salticidae.

## Distribution
Cette espèce est endémique du Queensland en Australie.

## Publication originale
- Wanless, 1988 : A revision of the spider group Astieae (Araneae: Salticidae) in the Australian region. New Zealand journal of zoology, vol. 15, no 1, p. 81-172.